# Klaus Dürkop
Klaus Dürkop (* 1939 in Tönning; † 14. Oktober 2024) war ein deutscher Naturschützer.

## Leben
Klaus Dürkop engagierte sich seit 1965 im Naturschutz vor allem als Betreuer für den ostholsteinischen Graswarder, einem Naturschutzgebiet bei Heiligenhafen. 1987 erhielt er für seinen Einsatz das Bundesverdienstkreuz. 2012 überreichte Bundespräsident Joachim Gauck ihm das Verdienstkreuz 1. Klasse. Dürkop war von 1984 bis 1988 Vizepräsident und von 1988 bis 1992 Präsident des Deutschen Bundes für Vogelschutz (DBV), dem westdeutschen Vorgängerverband des NABU. Fünf Jahre war Klaus Dürkop Landesnaturschutzbeauftragter in Schleswig-Holstein. Er zog 2012 eine ernüchternde Bilanz seines Amtes: „Der Artenrückgang konnte nicht gestoppt werden.“